# كفر النجباء
كفر النجباء قرية صغيرة المساحة قليلة السكان تقع جنوب مدينة أجا في مصر على مسافة ثمانية كيلومترات.

## الموقع
تقع قرية كفر النجباء جنوب مدينة أجا في محافظة الدقهلية مصر على مسافة ثمانية كيلومترات منها. ويحدها من الشمال قرية الدير ومن الجنوب قرية سماحة ومن الشرق مساحة شاسعة من الأراضي الزراعية تفصلها عن قرى الإراقة وميت فضالة وشنشة، بينما يحدها من الشمال الغربي قرية كفر عوض السنيطة. وهي بذلك تصل الي طريق المنصورة القاهرة عن طريق ممهد حديث يبلغ طوله 1500 م.

## المساحة والسكان
قرية صغيرة المساحة تبلغ الكتلة العمرانية بها ( 2.5 كم مربع ) بينما تتسع مساحة الأراضي الزراعية لتبلغ ما يعادل ( 10 كم مربع ) .
تم عمل مشروع الصرف الصحي بالقرية في عام2001م كما تم إنشاء محطة للصرف الصحي على بعد 1 كم شرق القرية على الطريق المؤدي إلى شنشا وتبلغ مساحة الأرض المخصصة لعمل المحطة 1 فدان حيث تقوم هذه المحطة بخدمة عدة قري مجاورة للقرية.
يوجد بالقرية مركز صحي وخدمي يقوم على خدمة أهالي القرية، ويقع هذا المركز في جنوب القرية بجوار المقابر علي الطريق الرئيسي.
الحرفة الاساسية لاهالي القرية هي الزراعة ( مثل الأرز والقمح والذرة ) كما يوجد زراعة العنب في بعض المناطق وزراعة الخضروات أيضا.

## السكان
يبلغ عدد سكان قرية كفر النجباء الحالى حوالى 11000 نسمة، ويتركز العدد الكبير منهم ضمن الكتلة العمرانية للقرية.

## معالم من القرية
يوجد بالقرية ثلاث مساجد هم:
1-المسجد الكبير ويقع في الجهة الجنوبية من القرية
2-المسجد الشرقي ويقع في شرق القرية بالقرب من الأراضي الزراعية
3-المسجد الغربي ويقع في غرب القرية على الطريق الرئيسي للقرية
كما يوجد بالقرية مدرستان إحداهما إعدادية وتقع في وسط القرية والأخرى ابتدائية وتقع في الجنوب الشرقي من القرية
أيضا يوجد نادي اجتماعي رياضي ثقافي ديني حيث يقوم شباب القرية بممارسة الانشطة المختلفة في هذا النادي.
و بالقرية أيضا مضيفة وتوجد في المسجد الغربي بالدور الارضي وتستخدم لإقامة المناسبات الخاصة بالقرية.